# Ким Ин-Бем
Ким Ин-Бем, другой вариант — Ким Ин Бем (1919, Приморская область, РСФСР — дата смерти неизвестна, Беслан, СОАССР, РСФСР, СССР) — звеньевой колхоза имени Димитрова Нижне-Чирчикского района Ташкентской области, Герой Социалистического Труда (1951).

## Биография
Родился в 1919 году в Приморской области.
В 1937 году во время депортации корейцев вместе с родителями прибыл на спецпоселение в Ташкентскую область, где трудился в одном из местных колхозов. С 1939 года — звеньевой полеводческого звена в колхозе имени Димитрова Нижне-Чирчикского района. После начала Великой Отечественной войны был призван в трудовую армию. По окончании войны возвратился в Узбекистан, где продолжил трудиться звеньевым в колхозе Димитрова Нижне-Чирчикского района Ташкентской области.
В 1950 году звено, руководимое Ким Ин-Бемом, собрало по 93,5 центнера зеленцового стебля кенафа с гектара на площади 12,3 гектара. Указом Президиума Верховного Совета СССР от 17 июля 1951 года удостоен звания Героя Социалистического Труда с вручением ордена Ленина и золотой медали «Серп и Молот».
С 1957 года — звеньевой колхоза «Ленинград» (позднее — имени Хамзы) Нижне-Чирчикского района. В 1975—1976 годах — рядовой колхозник колхоза «50 лет СССР» Камашинского района Кашкадарьинской области. С 1979 года — рядовой колхозник колхоза имени Калинина Янгиюльского района Ташкентской области.
В 1980-х годах переехал в Беслан, где проживал до своей кончины. Точная дата смерти неизвестна.